# Харченко, Геннадий Константинович
Геннадий Константинович Харченко (род. 10 июня 1934 года) — советский и украинский электромеханик, лауреат Ленинской премии (1984).

## Биография
После окончания Киевского политехнического института (1957) работал инженером на предприятиях Киева.
С 1959 г. в Институте электросварки им. Е. О. Патона АН УССР: инженер, старший инженер, руководитель группы, с 1982 г. зав. лабораторией. Последняя должность (с 10.10.2003 по 31.01.2015) — ведущий научный сотрудник отдела физико-металлургических процессов сварки лёгких металлов и сплавов.
Кандидат технических наук (1967, диссертация «Исследование и разработка способа диффузионной сварки титана со сталью»), старший научный сотрудник (1974).
Лауреат Ленинской премии (1984, в составе коллектива) — за разработку и широкое внедрение в производство диффузной сварки металлических и неметаллических материалов. Награждён знаком «Изобретатель СССР» (1983).
В последующем — доктор технических наук, профессор.
В 2003—2014 зав. кафедрой технологий сварки и строительства Черниговского государственного технологического университета.
Автор (соавтор) около 250 научных работ, в том числе 3 монографий. Автор 22 изобретений. Подготовил 17 кандидатов и трёх докторов технических наук.
Соавтор монографии:
- Металлургия и технология сварки титана и его сплавов, [Текст], [монография], Академия наук Украинской ССР, Институт электросварки им. Е. О. Патона; под ред. д-ра техн. наук В. Н. Замкова Киев : Наукова думка , 1986 .- 240 с. .- ил., табл. Блащук, Виктор Евгеньевич, Прилуцкий, Валерий Павлович, Харченко, Геннадий Константинович, Гуревич, Самуул Маркович, Замков, Вадим Николаевич, Сабокарь, Владимир Константинович, Волков, Виталий Борисович, Кушниренко, Нина Александровна, Новиков, Юрий Константинович.